# 奇乳海参
奇乳海参（学名：Holothuria axiologa）为海参科海参属的动物。分布于帛琉群岛、加罗林群岛、新喀里多尼亚、托列斯海峡以及中国大陆的西沙群岛等地，多见于珊瑚礁区域以及水深5-20m。该物种的模式产地在托列斯海峡。